# Karl Graf (Maler, 1902)
Karl Graf (* 7. Mai 1902 in Rothenburg ob der Tauber; † 28. Januar 1986 in Speyer) war ein deutscher Maler und Grafiker.

## Leben
Karl Grafs Großvater entstammte einer mittelfränkischen Bauernfamilie. Sein Vater Georg Graf war Gerichtsberater in Frankenthal und Furth. Seine Mutter Maria Graf geb. Heil entstammte einem Westpfälzer Müllergeschlecht. Nach dem Tod des Vaters zog die Familie zwischen 1906 und 1914 von Neustadt über Kaiserslautern nach Speyer.
Von 1919 bis 1920 besuchte Graf die Kunstgewerbeschule in Nürnberg (heute Akademie der Bildenden Künste Nürnberg), seine Lehrer waren Rudolf Schiestl, Hermann Gradl und Karl Selzer. Zwischen 1921 und 1923 folgten Studienaufenthalte in Deutschland und Italien. Im Zweiten Weltkrieg war er von 1942 bis 1945 bei der Sanitätstruppe der Luftwaffe eingesetzt.
Er nahm an zahlreichen Gruppenausstellungen, vor allem in Rheinland-Pfalz, teil, zum Beispiel in Berlin und Saarbrücken (1940), Speyer (1950), Kaiserslautern (1952, 1963), München (1953) und Landau (1959). In der DDR beteiligte er sich 1953 an der Dritten Deutschen Kunstausstellung in Dresden.
In den 1950er Jahren verbrachte er einige Zeit in Frankreich, Spanien, Italien, Griechenland, Portugal, Marokko (1957, 1958), der Schweiz und Österreich. 
Als Gründungsmitglied der Pfälzer Künstlergenossenschaft im Jahr 1954 war Graf deren langjähriger Vorsitzender. Ab 1960 fungierte er als Sachverständiger für bildende Kunst beim Kultusministerium zur Ermittlung des Kulturpreisträgers des Landes Rheinland-Pfalz. 1961 wurde er zum Mitglied des Kulturausschusses der Stadt Speyer berufen.
Ab 1924 war Graf mit der Arzttochter Helene Fischer verheiratet, in der Ehe wurde 1925 Sohn Helmut geboren. Nach dem Tod seiner Frau heiratete er 1977 Renate Bader.
Im September 1990 wurde Grafs künstlerischer Nachlass in Henry’s Auktionshaus in Mutterstadt versteigert.

## Auszeichnungen
Graf wurde mit der Verleihung des Deutschen Weinkulturpreises und der Plakette der Pfälzischen Gesellschaft zur Förderung der Wissenschaften (1966), der Ehrenplakette der Stadt Speyer (1977), der Max-Slevogt-Medaille (1982) und dem Bundesverdienstkreuz 1. Klasse (1985) für seine künstlerischen und gesellschaftlichen Verdienste geehrt.

## Werk
Karl Grafs Werk beinhaltet vor allem die malerische Beschreibung der Pfälzer Landschaft. Den zahlreichen Gemälden seines umfangreichen Œuvres gingen überwiegend en plein air entstandene Skizzen voraus. In diesen spontanen Zeichnungen hielt Graf Grundzüge der Komposition sowie Eindrücke der Lichtstimmung fest. Unter Verwendung dieser Skizzen entstanden im Atelier später die meist großformatigen Gemälde. Im Mittelpunkt seiner Werke stehen die Komposition und das Motiv. Grafs unverwechselbarer Duktus drückt sich durch ein farbverwandtschaftliches Kolorit und eine fast abstrahierende Formulierung aus. Auf impressiven Pfaden wandelnd, löst Graf in seinem Malduktus die Umrisse des Motivs fast vollständig in den Flecken der farbigen Pinselstriche auf. Durch die farbig aufgelöste und dennoch unverwechselbar deskriptive Wiedergabe kommt die subjektive Ausdrucksweise und gültige Interpretation von Grafs Sujets zum Tragen.
In seinem malerischen Duktus beschrieb Graf das Mediterrane seiner Pfälzer Heimat. Die zumeist auf Hartfaser und Holzplatten gemalten Ölgemälde zeigen ikonische Ansichten wie den Dom zu Speyer, die Annweiler Trifelsgruppe, Ludwigshafener Hafenszene und Porträts der typischen Pfälzer Dörfer wie Freinsheim, Gleisweiler oder Bad Dürkheim. Ebenso Perspektiven der schieren Pfälzer Landschaften im Panorama ihrer Jahreszeiten, wie der überregional bekannten Mandelblüte im Frühling. Hinzu kommen Genreszenen rundum den Weinbau wie Pferdefuhrwerke oder Weinkelterszenen.
Grafs grundsätzliches Lokalkolorit wurde von seinen vielfältigen Studienreisen beeinflusst.